# Янувка (гмина Пищац)
Янувка (пол. Janówka) — деревня в Бяльском повете Люблинского воеводства Польши. Входит в состав гмины Пищац. По данным переписи 2011 года, в деревне проживало 28 человек.

## География
Деревня расположена на востоке Польши, к востоку от реки Лютни, на расстоянии приблизительно 17 километров юго-востоку от города Бяла-Подляска, административного центра повета. Абсолютная высота — 142 метра над уровнем моря. К западу от населённого пункта проходит региональная автодорога 812.

## История
По данным на 1882 год, в деревне, входящей в состав гмины Костеневичи Бельского уезда Седлецкой губернии, имелось 3 двора и проживало 45 человек. В 1912 году Бельский уезд был передан в состав новообразованной Холмской губернии.
В 1975—1998 годах деревня входила в состав Бяльскоподляского воеводства.

## Население
Демографическая структура по состоянию на 31 марта 2011 года:
|         | Всего | До трудоспособного возраста | Трудоспособного возраста | Старше трудоспособного возраста |
| ------- | ----- | --------------------------- | ------------------------ | ------------------------------- |
| Мужчины | 14    | 0                           | 8                        | 6                               |
| Женщины | 14    | 2                           | 5                        | 7                               |
| Всего   | 28    | 2                           | 13                       | 13                              |